# یوهان کریستیان دانیل فون شربر
یوهان کریستیان دانیل فون شربر (۱۷ ژانویه ۱۷۳۹ وایسنزی در تورینگن – ۱۰ دسامبر ۱۸۱۰ ارلانگن) گیاه‌شناس، قارچ‌شناس، و جانورشناس اهل آلمان و شاگرد کارل فون لینه (۱۷۰۷-۱۷۷۸) بود.

## زندگی‌نامه
شربر در رشته پزشکی، تاریخ طبیعی و الهیات در دانشگاه‌های هاله و اوپسالا تحصیل کرد. او دکترای خود را در ۱۷۶۰ گرفت و آغاز به تجویز پزشکی در بوتزو کرد. او همچنین در سال بعد در دانشگاه آن شهر تدریس کرد. در ۱۷۷۰، او مشغول به تدریس پزشکی و گیاه‌شناسی در ارلانگن شد و سمت رئیس باغ گیاه‌شناسی شهر را در ۱۷۷۳ از آن خود کرد. در ۱۷۷۶، شربر به سمت رئیس بخش تاریخ طبیعی دانشگاه ارلانگن منصوب شد. در سال ۱۷۸۷ نیز توانست عضویت فرهنگستان پادشاهی علوم سوئد را به دست آورد و در ۱۶ آوریل ۱۷۹۵ نیز به عضویت انجمن پادشاهی درآمد.

## نگارخانه

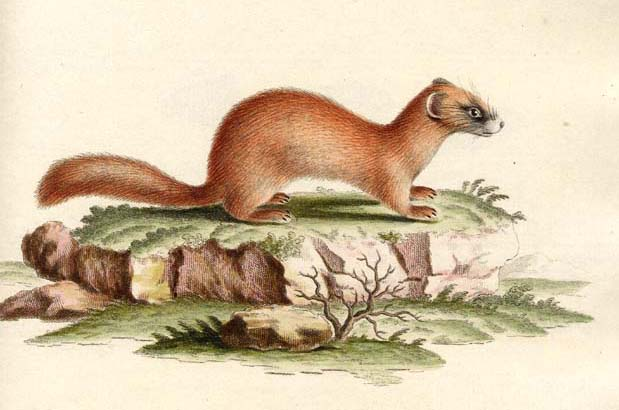
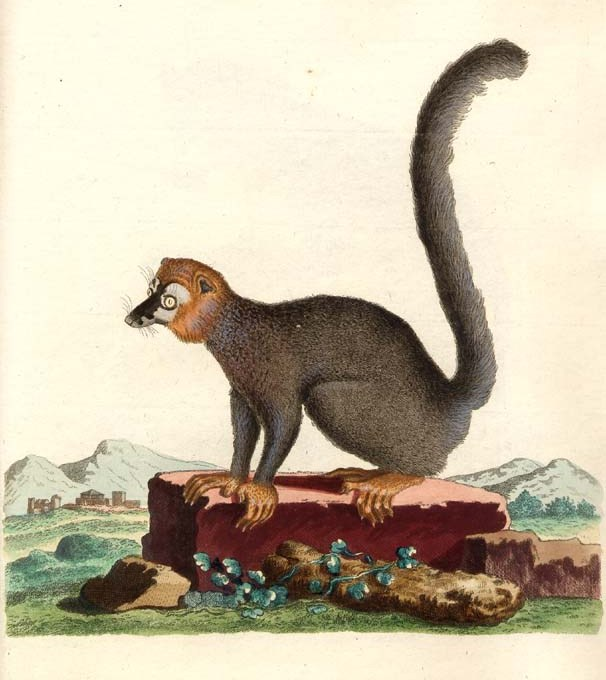
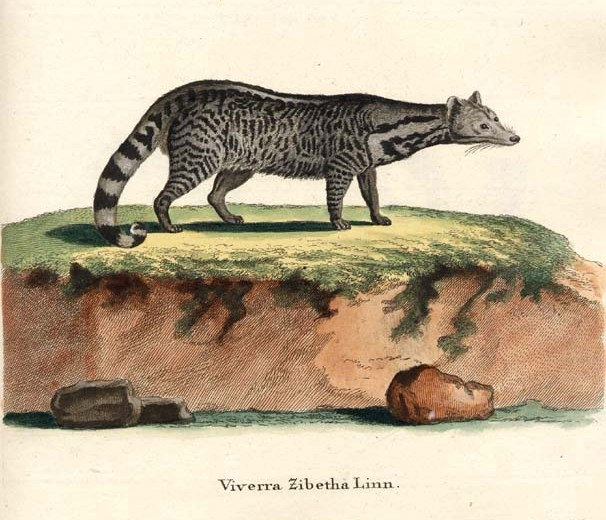
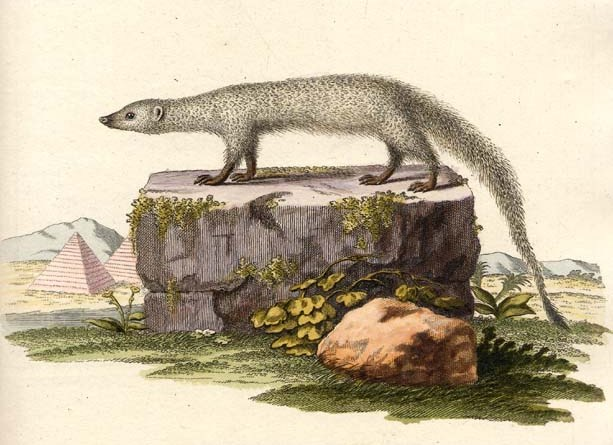
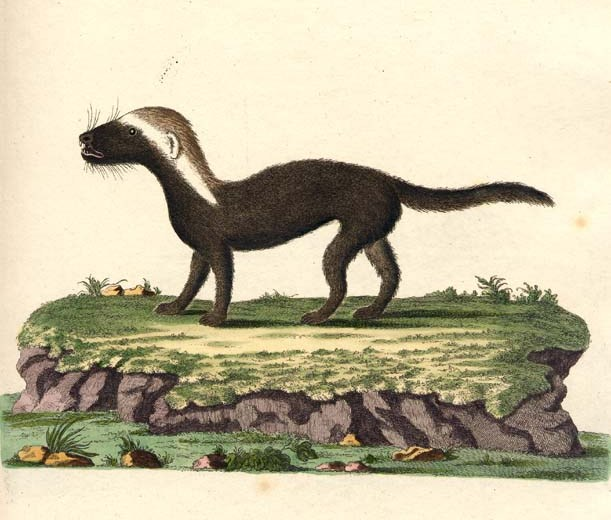
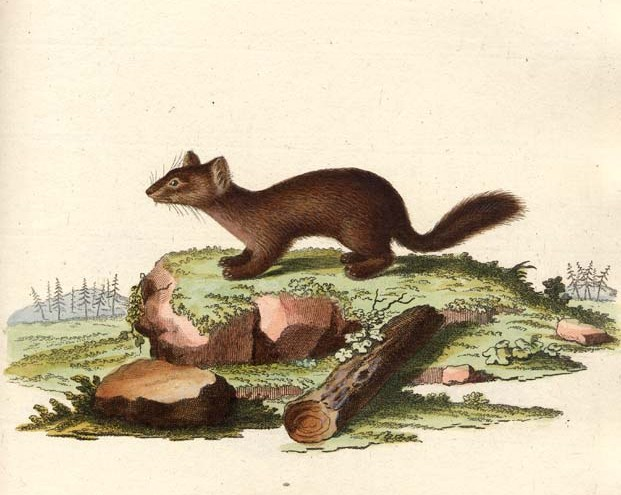
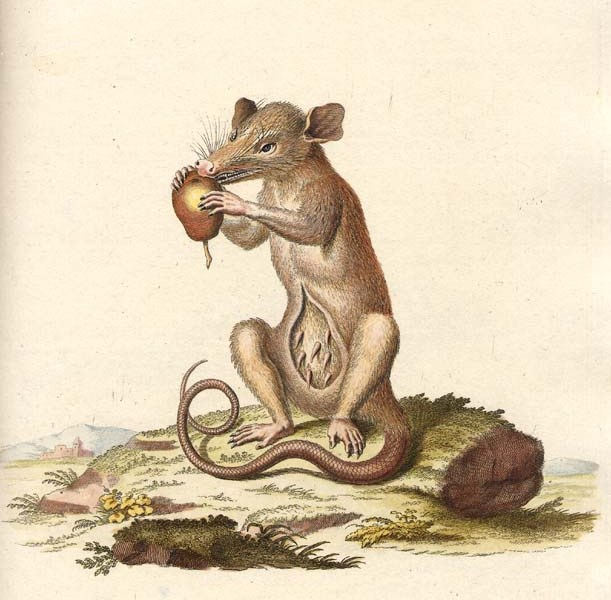
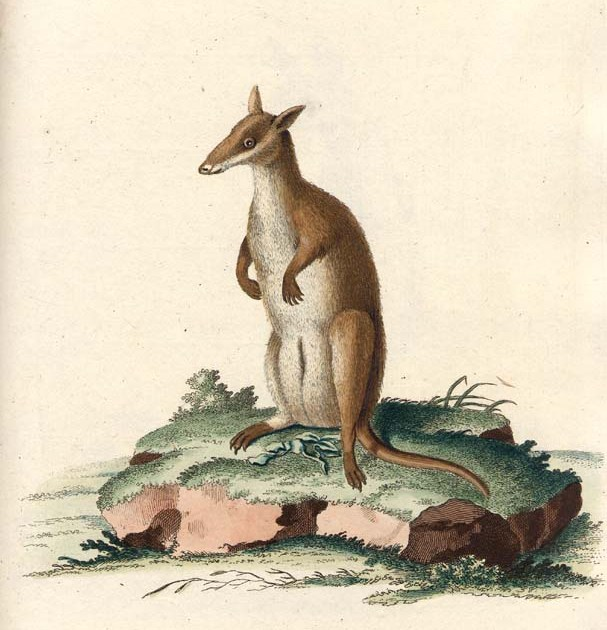
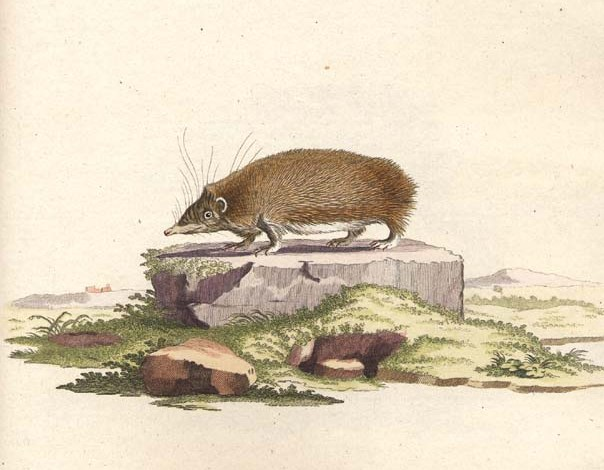
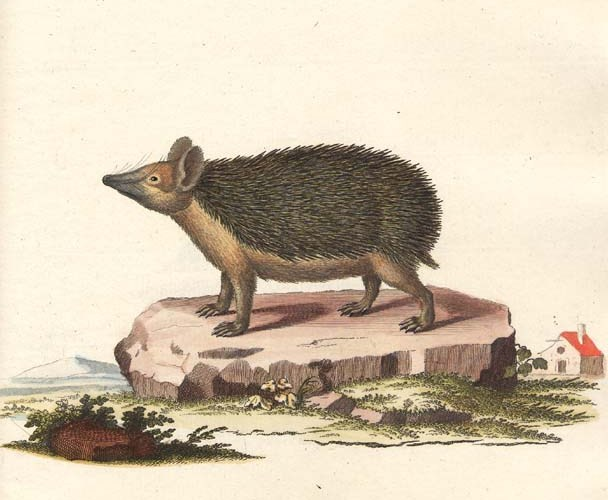
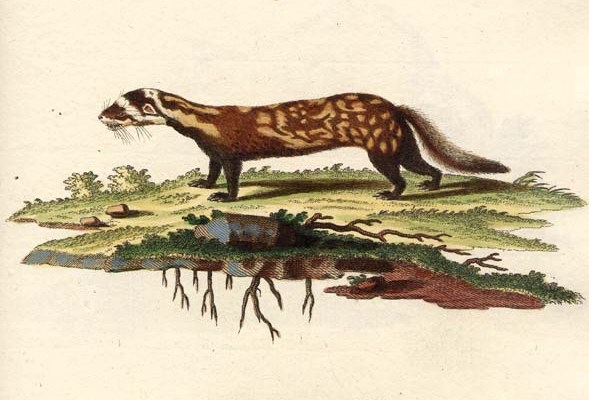
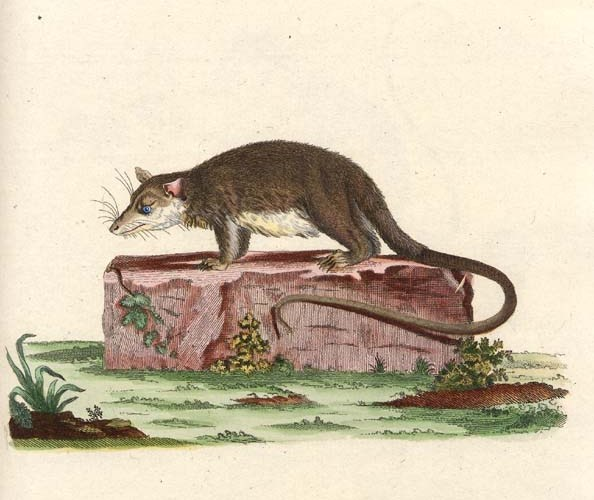